# Miért szeretjük a kutyákat, esszük meg a disznókat és viseljük a teheneket?
A Miért szeretjük a kutyákat, esszük meg a disznókat és viseljük a teheneket? - Bevezetés a karnizmusba Melanie Joy amerikai szociálpszichológus könyve a húsevés hiedelmi rendszeréről és pszichológiájáról, amit Joy karnizmusnak nevez. A karnizmus fogalma e könyv révén vált széles körben ismertté. A karnizmus a fajizmus egyik fajtája, etikai ellentéte a veganizmusnak, ami erkölcsi elkötelezettségből elutasítja a hús és más állati termékek fogyasztását, illetve az állatok kihasználását.

## Magyarul
- Miért szeretjük a kutyákat, esszük meg a disznókat és viseljük a teheneket? Bevezetés a karnizmusba. A hitrendszer, amely lehetővé teszi, hogy bizonyos állatokat megegyünk, másokat pedig ne; Angyali Menedék, Bp., 2018